# Hörsten (Seevetal)
Hörsten ist ein Ortsteil der Gemeinde Seevetal im Landkreis Harburg in Niedersachsen.

## Allgemeine Daten
Hörsten hat 601 Einwohner (Stand November 2022). Die Postleitzahl von Hörsten ist 21217, die Telefonvorwahl lautet 04105.

## Geographie
Geografisch gesehen liegt Hörsten südlich von Hamburg, an dem Fluss Seeve, der wenige Kilometer später in die Elbe mündet.

## Geschichte
Hörsten gehört zu den 19 ehemaligen Gemeinden, aus denen am 1. Juli 1972 die Gemeinde Seevetal entstanden ist.

## Politik
Der Ortsrat, der die Seevetaler Ortsteile Hörsten, Maschen und Horst und gemeinsam vertritt, setzt sich aus 21 Mitgliedern zusammen. Die Ratsmitglieder werden durch eine Kommunalwahl für jeweils fünf Jahre gewählt.

Bei der Kommunalwahl 2021 ergab sich folgende Sitzverteilung:
| Ortsrat 2021Insgesamt 21 Sitze - SPD: 5 - Grüne: 3 - FWG: 3 - FDP: 2 - CDU: 7 - AfD: 1 |

## Wirtschaftsstruktur und Dorfleben
Hörsten ist sehr landwirtschaftlich geprägt. Das ehemals einzige Gasthaus, welches im Sommer ein beliebtes Pausenziel bei Radtouren darstellte, wurde 2006 wegen Geschäftsaufgabe geschlossen. Im Dorfhaus, dem sogenannten Dörphus, finden regelmäßig Familien- oder Vereinsfeiern sowie Sitzungen des Ortsrates Maschen-Horst-Hörsten statt. Es hat sich als sehr beliebtes Veranstaltungszentrum weit über die Grenzen Seevetals hinaus etabliert.

## Natur
Rund um Hörsten gibt es mehrere Seen, die beim Bau des Rangierbahnhofs Maschen von 1970 bis 1977 künstlich angelegt wurden. Die größten sind der "See im großen Moor" und der "Steller See". Am "Junkernfeldsee" liegt ein bekannter Vogelturm.
Im dortigen Naturschutzgebiet "Untere Seeveniederung" befindet sich ebenfalls das größte Verbreitungsgebiet der Schachbrettblume (fritillaria meleagris) in Norddeutschland. Der Bestand ist allerdings stark gefährdet.